# Umberto Jara
Umberto Iván Jara Flores (Lima, 13 de febrero de 1960) es un periodista, abogado y escritor peruano.

## Biografía
Fue estudiante de la Pontificia Universidad Católica del Perú (PUCP) donde se graduó en letras y derecho. Posteriormente fue profesor de la PUCP.
Fue editor de las revistas Debate y Semana Económica, editor general de Expreso y director del programa de televisión Panorama. Además, fue director del semanario Once (estilizado como O11ce), que también fue un proyecto radial y televisivo.
Durante el gobierno de Alberto Fujimori, laboró como asesor de los ministros Alberto Bustamante, Elsa Carrera Cabrera y Edgardo Mosqueira, quien éste último reveló ser su amigo. Luego en el año 2000, Jara se desempeñó como operador del Servicio de Inteligencia Nacional del Perú (SIN) a través del programa Hora 20 en América Televisión, conocido por su editorial contra el entonces candidato presidencial Alejandro Toledo y diversos políticos opositores a Fujimori.
Tras la caída del régimen fujimorista, Jara fue investigado por su complicidad con Vladimiro Montesinos en los falsos reportajes de Hora 20. Según declaraciones de personas ligadas a Montesinos, Jara coordinaba los reportajes en el Servicio de Inteligencia Nacional y también contactó a un doctor aliado del gobierno de Fujimori, Víctor Maúrtua, para desestimar las denuncias de tortura de Fabián Salazar, periodista que consiguió los Vladivideos y que fue atacado por agentes del SIN.
Además de visitante de las instalaciones del Servicio de Inteligencia Nacional, Jara se reunió con Santiago Martín Rivas, líder del Grupo Colina que estaba en la clandestinidad, para realizarle entrevistas. De las entrevistas dadas por Martín Rivas, Jara escribiría su libro Ojo por ojo en donde se señalaría a Alberto Fujimori y Vladimiro Montesinos como responsables de la implementación de la guerra de baja intensidad contra Sendero Luminoso. Fue detenido junto a Martín Rivas en la operación que llevó a la captura del líder del Grupo Colina.
El trabajo publicado por Jara sobre el Grupo Colina fue uno de los justificantes para la aprobación de la extradición de Alberto Fujimori, quien se encontraba en Chile. Fue testigo en el proceso judicial por los casos Barrios Altos y La Cantuta.
Es columnista en el diario Lima Gris.

## Libros
- El explosivo año 92 (1992)[23]

- Con ojos de testigo (1997)[2][24]

- Ojo por ojo, la verdadera historia del Grupo Colina (2003)[2]

- Historia de dos aventureros: Toledo y Karp, la política como engaño (2005)[2][25]

- Secretos del túnel: 126 días de cautiverio en la residencia del Embajador del Japón (2007)[2][26]

- Morir dos veces (2016)[2]

- Abimael, el sendero del terror (2017)[2]

- El outsider, el origen de los aventureros en la política peruana (2018)[2]

- Camino a Rusia (2018)[2]

- Te sigo a todas partes (2019)[2][27]

- Así nos robaron (2019)[2][27]

- Anatomía de una tragedia (2022)[28]

- Así cayó Castillo (2023)[29]